# Ústav jazykové a odborné přípravy Univerzity Karlovy
Ústav jazykové a odborné přípravy Univerzity Karlovy (ÚJOP) je instituce, která se zabývá obecnými i specifickými aspekty v oblasti jazykové a odborné přípravy cizinců ke studiu na českých vysokých školách. Jako součást Univerzity Karlovy vznikl v roce 1974, jeho historie sahá až do počátku padesátých let dvacátého století.  

## Činnost ústavu
ÚJOP má čtyři pilíře činnosti. Těmi jsou:
1. příprava ke studiu na vysoké školy v českém a anglickém jazyce[3]
2. výuka češtiny jako cizího jazyka pro Univerzitu Karlovu (pro studenty Erasmu, zahraniční studenty či také experty s různými odbornostmi) a veřejnost ‑ na všech úrovních, různé intenzity nebo délky kurzů, v rámci letních škol, ale rovněž výuka jazyka se zaměřením (např. lékaři, pracovníci v sociálních službách pod.)[4]
3. metodika češtiny jako cizího jazyka a její výuky pro veřejnost, státní instituce a zájemce v ČR i v zahraničí[5]
4. standardizované zkoušky

#### Přípravné programy
Ústav pořádá přípravné programy v českém i anglickém jazyce pro zahraniční uchazeče, ve kterých získají jazykovou, odbornou i kulturní přípravu pro studium na českých vysokých školách.

#### Vědecká a odborná činnost
Ústav rozvíjí též odbornou vědeckou, výzkumnou, metodickou a publikační činnost v oblasti výuky češtiny jako cizího jazyka a přípravy cizinců ke studiu v češtině.
Metodické a odborné centrum (MOC) se stará o interní metodiku ústavu a provozuje metodické kurzů k výuce češtiny jako cizího jazyka pro veřejnost.
Mezi učebnice, které na ÚJOP vznikly, patří např. učebnice češtiny pro cizince Česky v Česku, která vznikla pro cílovou skupinu slovanských studentů, kteří přicházejí z problematických oblastí a situací a v ČR hledají útočiště.

#### Jazykové zkoušky
Výzkumné a testovací centrum ÚJOP (VTC) bylo založené v roce 2006 a vyvinulo CCE Certifikovanou zkoušku z češtiny pro cizince.
ÚJOP je jedinou vzdělávací institucí v České republice, která je plnoprávným členem ALTE (Association of Language Testers in Europe), která sdružuje centra jazykových zkoušek (např. Goethe institut, Cervantesův institut aj.). Jako člen ALTE tedy ÚJOP prochází pravidelnými audity, které zaručují, že zkoušky konané ÚJOP splňují veškeré náležitosti zkoušek.  
Mimo jiné mezi zkoušky, které ÚJOP pořádá, patří:
- certifikované CCE (A1 až C1) s mezinárodní platností

- zkouška pro účely získání státního občanství ČR[13][14](ZKOBČ)

## Pracoviště ÚJOP
- Studijní střediska:
  - Studijní středisko Praha[15]  
    - Krystal[16] – Studenti ročních přípravných programů studují v univerzitním minikampusu Centrum Krystal.
    - Voršilská[17] – Kurzy češtiny pro širokou veřejnost probíhají v Praze v Centru Voršilská v historické budově bývalého kláštera, která do nedávné rekonstrukce sloužila univerzitě jako kolej Arnošta z Pardubic.

  - Poděbrady[18] – v Poděbradech se studenti přípravných programů vzdělávají na zámku.

- Odborná pracoviště:
  - Metodické a odborné centrum (MOC)[19]
  - Výzkumné a testovací centrum (VTC) – připravuje a poskytuje standardizované zkoušky z češtiny pro studenty ústavu i pro veřejnost.[20]

Kromě výše uvedených lokalit ÚJOP v minulosti působil také ve velké řadě dalších míst, konkrétně to byly Unčín u Teplic v Čechách, Mariánské Lázně, Houšťka u Staré Boleslavi, Sitno (Slovensko), Teplice v Čechách, Hamr na Jezeře, Zahrádky u České Lípy, Dobruška, Holešov, Senec, Herľany u Košic, České Budějovice, Jihlava, Blansko, Ostrava, Vizovice, Veselíčko u Milevska, Jimlín, Rovná u Sokolova, Prachatice, Pardubice, Ládví, Hloubětín, Albertov, Hostivař.